# Gwij Mandelinck
Gwij Mandelinck (ook Gwy Mandelinck), pseudoniem van Guido Haerynck (Wakken, 23 januari 1937 – Aartrijke, 5 april 2024), was een West-Vlaams dichter en schrijver.

## Biografie
Hij werd geboren als zoon van de timmerman en meubelmaker Gaston Haerynck. Na de lagere school in Wakken volgde hij de Grieks-Latijnse humaniora in Waregem, en Nederlands aan de Vrije Middelbare Normaalschool te Torhout. Vanaf 1959 was hij leraar Nederlands in Tielt. In 1975 werd hij stadsbibliothecaris in Poperinge, en in 1976 tevens conservator van het Hopmuseum aldaar.
In 1980 werd hij redacteur van Dietsche Warande en Belfort, en datzelfde jaar richtte hij de Poëziezomers van Watou op, die hij artistiek leidde tot 2008, samen met zijn echtgenote Agnes Hondekyn. Zijn vroegere woonhuis in Watou heet nu 'Het Huis van de Dichter', en heeft een gedicht van Rutger Kopland op de tuinmuur. 
In 2009 begon Mandelinck een poëzieproject te Brugge.
Mandelinck was getrouwd en vader van drie kinderen, waaronder de journalist en schrijver Jan Haerynck (1964–2023). Zijn pseudoniem kwam van de rivier de Mandel die te Wakken in de Leie vloeit. Paul Snoek zou hem hebben opgedragen een pseudoniem te kiezen, omdat die één vissennaam in de Vlaamse literatuur wel genoeg vond.
Hij overleed op 5 april 2024 op 87-jarige leeftijd.

## Literaire prijzen
Voor zijn letterkundig werk ontving Mandelinck de volgende prijzen:
- 1970 – Basiel De Craene-prijs
- 1972 – Prijs van de Vlaamse Poëziedagen
- 1973 – Driejaarlijkse Arthur Merghelynckprijs
- 1977 – Provinciale Poëzieprijs van West-Vlaanderen
- 1982 – Yang-prijs
- 1982 – Guido Gezelleprijs
- 1985 – Prijs van de Vlaamse Provincies voor De droefheid is in handbereik
- 1998 – Maurice Gilliamsprijs voor Overval
- 1999 – G.H. 's-Gravesande-prijs voor literaire verdienste, in het bijzonder voor de organisatie van een cultureel evenement (Watou).
- 2000 – Gulden Boek, wegens diensten het Vlaams boekbedrijf bewezen.
- 2009 – Gulden Spoor voor Culturele uitstraling.

In 2015 werd hij genomineerd voor de Sabam-awards.
- Digitale Bibliotheek voor de Nederlandse Letteren: mand004
- Gemeinsame Normdatei: 119033682
- International Standard Name Identifier: 0000 0000 2447 3014
- Library of Congress Control Number: n98080258
- MusicBrainz: fc88ba4f-3af8-4b8f-9697-3731e89668c5
- Nederlandse Thesaurus van Auteursnamen: 067500994
- Système universitaire de documentation: 146950631
- Virtual International Authority File: 22942395
- WorldCat: E39PBJmDhJ3VJGWPvybRyM3PcP